# Disco intervertebrale
Il disco intervertebrale è una giunzione fibrocartilaginea che connette due vertebre adiacenti. Consente un movimento limitato tra le vertebre, a flessione e ad estensione nei piani coronale e sagittale e una relativa torsione.

## Struttura
Il disco intervertebrale, contenuto fra tutti i tipi di vertebre, comprende due sotto-strutture concentriche, esternamente, l'anulus fibrosus (anello fibroso cartilagineo) che circonda al suo interno il nucleo polposo. Quest'ultimo è costituito da una massa gelatinosa sferoidale, di colore gialloide ed è formato da circa l'88% da acqua. La sua funzione è quella di assorbire e ridistribuire in modo uniforme alla periferia le sollecitazioni di carico evitando una spinta eccessiva all'anulus fibrosus, il quale potrebbe lacerarsi e formare un'ernia del disco.
L'anulus fibrosus è un tessuto elastico stratificato costituito da una matrice extracellulare arricchita da una serie di fibre proteiche (principalmente collagene di tipo II) disposte a zig-zag, dunque orientate non verticalmente. Nello specifico l'anello è composto esternamente da fibre di collagene di tipo I (detto di Sharpey), la parte centrale invece è composta di collagene di tipo II e di condrociti. Il nucleo polposo è un tessuto gelatinoso composto principalmente da acqua (circa 85% in volume nei soggetti giovani e in salute) e proteoglicani. Funge da cuscinetto capace di sopportare gli sforzi di compressione a cui è costantemente soggetta la colonna vertebrale, grazie alla pressione idrostatica che si produce al suo interno. Il nucleo si sposta durante i movimenti della colonna vertebrale e in tal modo rende possibile una certa inclinazione dei piani vertebrali che vengono tra loro in contatto.
A livello cervicale l'altezza dei dischi è di 5–6 mm, più alto anteriormente, per formare la fisiologica curva cervicale in lordosi. A livello dorsale l'altezza dei dischi è di 3–6 mm, con spessore identico davanti e dietro. A livello lombare l'altezza dei dischi cresce, dall'alto verso il basso, da 10 mm a 15 mm e sono più alti nella parte anteriore per formare la lordosi lombare.
I dischi lombari sono quelli più sollecitati, a causa del maggior peso sopportato, e dunque soffrono maggiormente di fenomeni di degenerazione, con perdita di acqua nel nucleo e conseguente riduzione della capacità portante del disco provocando anche forte dolore nella zona di interesse, ovvero lungo il percorso del nervo. Nella zona lombare del dorso è infatti frequente la nevralgia sciatica, o sciatalgia, un dolore che si irradia verso la parte posteriore della gamba e della coscia. La causa primaria dei dolori di origine discale è infatti legata essenzialmente ai microtraumi ed ai fenomeni degenerativi che avvengono nei dischi intervertebrali per usura e invecchiamento.